# Metobromuron
Metobromuron ist eine chemische Verbindung aus der Gruppe der Phenylharnstoffe, welche 1963 von Ciba als Herbizid eingeführt wurde.

## Gewinnung und Darstellung
Metobromuron kann ausgehend von p-Bromanilin und Phosgen gewonnen werden. Deren Produkt reagiert weiter mit N,O-Dimethylhydroxylamin zum Endprodukt.

## Verwendung
Metobromuron wird als Vorauflauf-Herbizid im Kartoffel-, Tabak-, Tomaten-, Buschbohnen-, Feldsalat-, Sojabohnen- und Sonnenblumenanbau verwendet.

## Zulassung
2014 wurde der Wirkstoff durch die Europäische Kommission wieder erlaubt.
In einer Reihe von Staaten der EU, unter anderem Österreich und Deutschland sowie in der Schweiz, sind Pflanzenschutzmittel mit diesem Wirkstoff zugelassen.